# Sint-Suïtbertuskerk (Wuppertal)
De Sint-Suïtbertuskerk is een aan de heilige Suïtbertus gewijde rooms-katholieke kerk in Elberfeld, een stadsdeel van Wuppertal.

## Geschiedenis
Tijdens de industrialisatie in de 19e eeuw nam de bevolkingsgroei van Elberfeld sterk toe. Met name vanuit Westfalen stroomden de veelal katholieke werknemers toe. Nadat er in het noorden van Elberfeld naast de reeds bestaande Sint-Laurentiuskerk twee nieuwe katholieke kerken werden gebouwd, ontstond er ook behoefte om in het zuiden van Elberfeld een nieuw katholiek kerkgebouw op te richten. Op 25 maart 1885 werd voor dit doel een vereniging opgericht. Na de verwerving van de bouwgrond werd de architect Gerhard August Fischer belast met het ontwerp en de uitvoering. In totaal duurde de bouw drie jaar en op het feest van Christus' Hemelvaart in 1899 kon de kerk worden ingezegend.
Tijdens de Eerste Wereldoorlog werden ten behoeve van de oorlogsindustrie de orgelpijpen en de drie klokken uit 1905 in beslag genomen. In 1924 werden de klokken vervangen. Bij de nachtelijke luchtaanval van 25 op 26 juni 1943 op het zuidelijke deel van Elberfeld raakte de kerk zeer zwaar beschadigd. Het gebouw brandde volledig uit. Na de oorlog begon de reconstructie van het kerkgebouw aarzelend. Aan het herstel van het interieur werkte men tot eind augustus 1950. De nieuwe wijding vond op 20 augustus 1950 plaats. In 1953 werden de torens en het muurwerk in orde gebracht en in hetzelfde jaar keerde de kleine klok terug.

## Architectuur
Het kerkgebouw is oostelijk georiënteerd en beantwoordt aan de laatromaanse bouwstijl. De kerk betreft een drieschepige basiliek van zes traveeën met een dwarsschip en een kort rechthoekig koor met een hoge, halfronde apsis. Aan het kerkschip sluit zich een westwerk met tweelingtorens aan in het dubbeltorenfront, beide getopt door een rombisch dak. De apsis omsluit een zuilenomgang met daarboven een kleine galerie met spitsbogige arcades. De

## Orgel
Het eerste Seifertorgel uit 1901 werd verwoest tijdens de luchtaanval in 1943. In mei 1956 werd een nieuw orgel van de Gebroeders Krell geïnstalleerd. Dit orgel was in 1977 zo defect, dat er een nieuw orgel moest komen. De firma Walker kreeg de opdracht een nieuw orgel te bouwen met 39 registers, 3 manualen, hoofdwerk, rugpositief, pedaal, zwelwerk en 2712 pijpen. In december 1978 werd het nieuwe orgel in gebruik genomen.